# Durga
Durga (sanskrtsko दुर्गा Durgā) je izraz, ki pomeni nedoumljiva.
V hinduizmu je Durga boginja mati, boginja zmage, zaščitnica in Šivova žena. Imenujejo jo tudi Maa Durga (Mati Durga). V višnuizmu pa je Krišnova in Balaramova sestra in je enaka Subhardi.
Durga se je bojevala proti demonom ter premagala kralja demonov Mahišo. Njeni vzdevki so Mahišamardini, Čhamunda in Čhinamasta. Njena inkarnacija je Kumari.
Durga je upodobljena z desetimi rokami v katerih drži deset vrst orožja različnih bogov ali pa cvetove lotosa. Lahko pa je prikazana tudi v globokem premišljevanju z rokami v simboličnih pozah in nasmehom na licu. Njena jezdna žival je lev oziroma tiger.